# Nathan Réra
Nathan Réra est un historien français de l'art contemporain et du cinéma né en 1983.

## Biographie
Maître de conférence en histoire de l’art à l’université de Poitiers, Nathan Réra travaille particulièrement sur les productions artistiques liées aux génocides et aux traumatismes de guerre. Il s'est par exemple intéressé aux pouvoirs et aux limites des arts visuels dans le contexte du génocide des Tutsis au Rwanda,,,. Dans son livre Outrages, de Daniel Lang à Brian de Palma, il mène une étude très documentée sur la réalisation du dix-neuvième long métrage de Brian De Palma (Casualties of War, Outrage en français). Le film relate l’enlèvement, le viol et le meurtre d’une Vietnamienne par une patrouille de soldats américains lors de la Guerre du Viêt Nam (voir l'Incident de la colline 192).,